# Şakirin-Moschee
Die Şakirin-Moschee ist eine Moschee in Istanbul. Das Bauwerk befindet sich am Eingang zum Friedhof Karacaahmet in Üsküdar. Es wurde von der Semiha Şakir Foundation im Andenken an das Unternehmerpaar İbrahim und Semiha Şakir errichtet und am 7. Mai 2009 eröffnet.

## Geschichte
Die Pläne für die Moschee stammen von dem türkischen Architekten Hüsrev Tayla, der auch die Kocatepe-Moschee in Ankara errichtete. Die Ausstattung im Inneren stammt von der Innenarchitektin Zeynep Fadıllıoğlu, einer Großnichte von Semiha Şakir. Sie ist die erste Frau, die eine Moschee einrichten durfte.

## Architektur und Ausstattung
Der Bau der Kuppelmoschee dauerte vier Jahre. Das Innere umfasst 10.000 m². Die beiden Minarette sind jeweils 35 Meter hoch. Die Kalligraphien im Inneren der Aluminiumkuppel wurden von Semih İrteş geschaffen. Die drei großen Fenster des Betraumes stammen von Orhan Koçan. Der Minbar ist aus Akrylkunststoff und wurde von Tayfun Erdoğmuş entworfen. Die Motive erinnern an seldschukische Kunst. Der große aus asymmetrisch angeordneten Kreisen und Ellipsen bestehende Kronleuchter hat wassertropfenförmige Glaskugeln von Nahide Büyükkaymakçı. Der Brunnen im Innenhof wurde von William Pye gestaltet. Die Moschee wurde über einem Parkhaus errichtet und besitzt auch einen Ausstellungsbereich.